# 帕夏

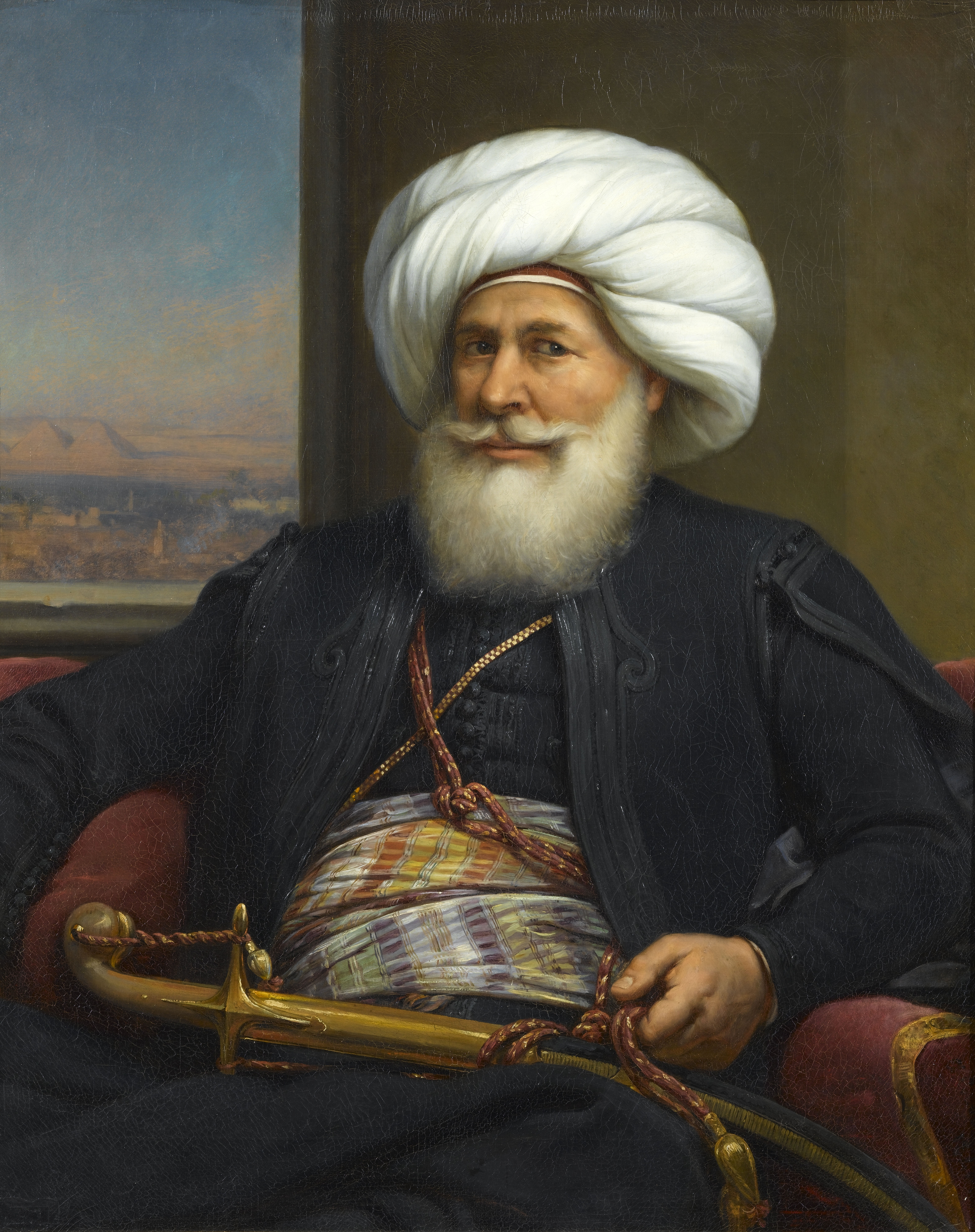
穆罕默德·阿里·帕夏

帕夏，舊譯怕夏、貝蕭，是鄂圖曼帝國行政系統裡的高級官員，通常是總督、將軍及高官。帕夏是敬語，相當於英國的「Lord」，是埃及殖民時期地位最高的官銜。

## 語言學
語源學家個別地將帕夏一詞的來歷追溯至土耳其語 baş ağa，意指「首長」、「部落領袖」等，或波斯語：‎ pādshāh。古土耳其語在音標/b/與/p/之間沒有固定的差別，西歐初始採納這詞時，以「b」字起始。在十六及十七世紀間出現的英語bashaw、bassaw、bucha等字演化自中世紀的拉丁語及義大利語 bassa。由於鄂圖曼帝國雄據阿拉伯世界，帕夏一詞廣泛地應用在阿拉伯語，阿拉伯語並沒有「p」字，故讀為basha。

## 鄂圖曼及埃及政體裡的角色
鄂圖曼帝國蘇丹及其名義上的附庸埃及赫迪夫有權授予帕夏官銜。這官銜本來獨指軍事長官，但後來卻可用於任何高級官員以及法庭要求授予的非官方人民。
卡普丹帕夏是鄂圖曼帝國海軍艦隊的司令。

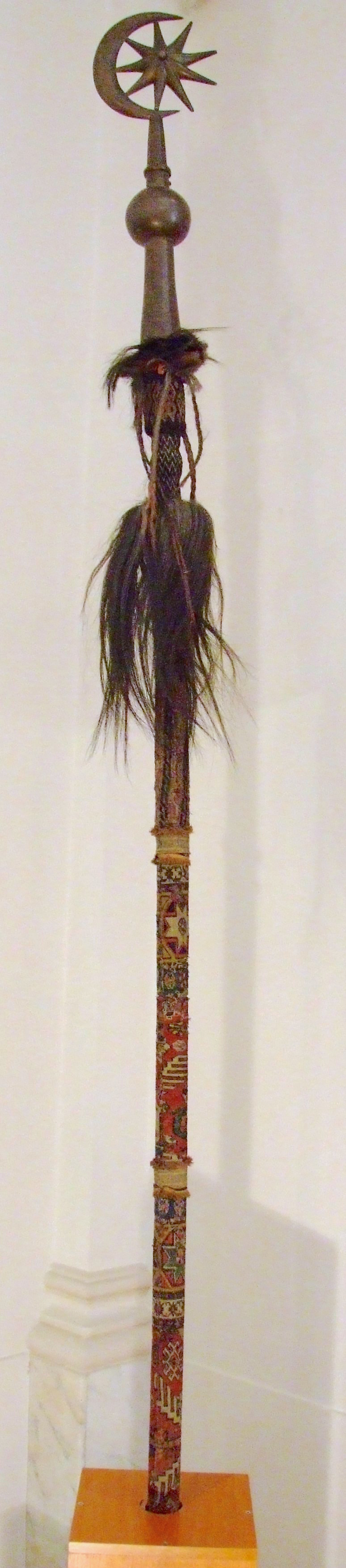
掛上兩撮馬尾的帕夏之圖

帕夏的地位在貝伊及阿迦之上，在赫迪夫及維齊爾之下。
帕夏又分為三個等級，以所持有的牛或馬尾區分（三撮、兩撮或一撮，這是突厥-蒙古的傳統），有時會用孔雀尾。在戰時，持有者會展示在他們的軍旗上，以展示其軍事權力。只有蘇丹可持有四撮馬尾，象徵具加王身分的軍事指揮官。
以下軍階可授帕夏稱號予持有者（低階的為貝伊或愛芬迪）：
- 大維齊爾（相當於宰相，可代替蘇丹出任元帥）
- 莫希勒（Mushir，戰地高級長官）
- 法歷克（Ferik，中將或海軍中將）
- 利瓦（Liva，少將或海軍少將）
- 奇茲拉爾（Kizlar，宦官首領，是托卡比皇宮最高級的官員，持有三撮馬尾，是槍戟兵部隊的指揮官）
- 伊斯坦堡的謝赫伊斯蘭，是最高的穆斯林神職人員

如果帕夏管治地方，則稱為帕夏魯克（Pashaluk）。貝拉貝伊（一般統治長官）及瓦利（普通的長官）均可獲得帕夏稱號。「帕夏里克」（Pashalik）專指具有管轄權的帕夏。
鄂圖曼帝國及埃及會無差別地頒授帕夏予穆斯林及基督徒，也會授給對鄂圖曼帝國及埃及有貢獻的外國人，如霍巴特帕夏。

## 敬語
在用法上，帕夏一詞緊隨在人名後。帕夏並非世襲的稱號，但說英語的人通常會將帕夏一詞納入名字裡，如易卜拉欣帕夏（Ibrahim Pasha）、艾敏帕夏（Emin Pasha），與英國的貴族爵位相似，用以取代精確的稱號。
帕夏的兒子稱為帕夏札德（Pashazada）。
在現代埃及阿拉伯語及黎凡特阿拉伯語裡，帕夏被當作敬語使用，意思與「先生」相似。

## 著名的帕夏

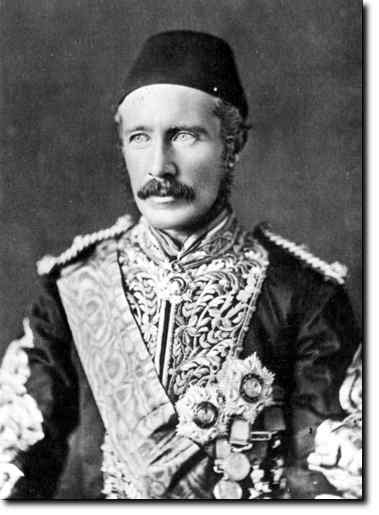
戈登帕夏

- 阿巴茲家族（Abaza Family，埃及帕夏及貝伊）
- 阿拔斯一世
- 阿拔斯二世
- 艾哈邁德帕夏
- 约阿尼纳的阿里帕夏
- 巴巴羅薩·海雷丁帕夏
- 施加拉札特·尤素夫·希南帕夏
- 艾敏·帕夏
- 恩维尔帕夏
- 埃萨德·托普塔尼帕夏
- 法克利帕夏
- 穆罕默德·福阿德帕夏
- 格拉布帕夏
- 戈登帕夏
- 哈高普·卡扎茲安帕夏
- 霍巴特帕夏
- 易卜拉欣帕夏
- 伊斯梅特帕夏
- 賈法爾·阿斯卡里
- 傑馬爾帕夏
- 帕尔加勒·易卜拉欣帕夏
- 奇力克·阿里·賴斯
- 科普魯律家族的多名成員，特別是卡拉·穆斯塔法·帕夏
- 拉拉·穆斯塔法帕夏
- 戈爾茨帕夏
- 奥托·冯·桑德斯帕夏
- 馬哈茂德·德拉馬里帕夏（鄂圖曼帝國將軍）
- 索库鲁·穆罕默德帕夏
- 梅林帕夏
- 米德哈特帕夏
- 穆阿津札德·阿里·帕夏（鄂圖曼帝國海軍司令）
- 穆罕默德·阿里帕夏（埃及副總督）
- 穆斯塔法·凱末爾帕夏（土耳其共和國的創立者）
- 穆斯塔法·雷希德帕夏
- 魯斯坦帕夏
- 努巴爾帕夏
- 皮雅利帕夏
- 利雅得帕夏（埃及政治家）
- 塞伊德帕夏
- 希南帕夏
- 蘇萊伊曼帕夏
- 蘇丹·阿特拉沙
- 塔拉特帕夏
- 陶菲克帕夏
- 杜亨·帕夏·帕梅提
- 圖辛帕夏
- 阿拉比帕夏
- 華倫泰·貝克
- 域赫伯帕夏
- 伍茲帕夏
- 尤素夫·華巴帕夏（埃及總理）
- 尤素夫·卡拉曼勒帕夏

## 註腳
1. 1 2  .   [2009-06-01]. （原始内容存档于2017-01-05）.
2. ↑  Takahiro Onuma. . Journal of Asian and African Studies. 2012, (84): 5-37.
3. ↑  .   [2009-06-01]. （原始内容存档于2016-12-23）.
4. ↑  Janet Clare. . Manchester University Press. 2006年: 第197頁. ISBN 0719073359 （英语）.
5. ↑  Ross Burns. . Routledge. 2007年: 第303頁. ISBN 0415413176 （英语）.
6. ↑  Douglas Dakin. . Benn. 1972年: 第13頁 （英语）.
7. ↑  Ebenezer Cobham Brewer. . Cassell. 1900年: 第947頁 （英语）.
8. ↑  Francine Friedman. . Westview Press. 1996年: 第51頁. ISBN 0813320968 （英语）.